# Textový rámeček

Znaky pro vytváření textových rámečků ve standardu Unicode

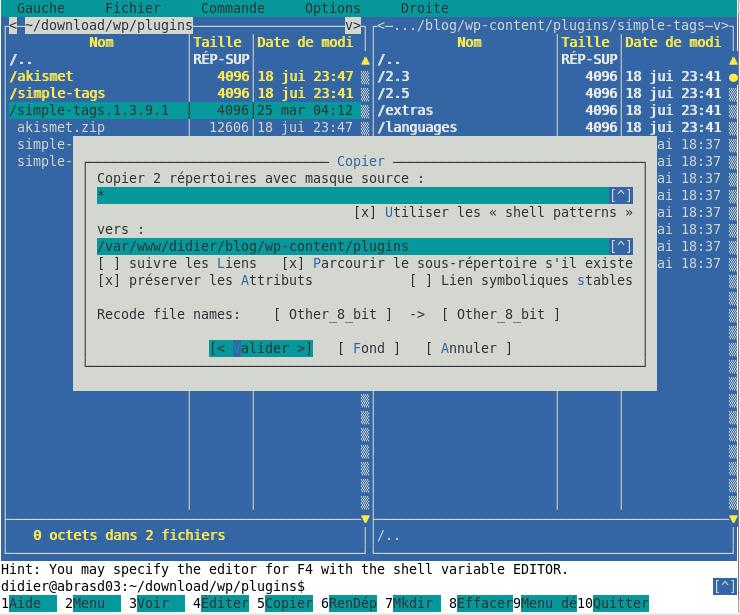
Příklad užití textových rámečků: GNU Midnight Commander

Textový rámeček je často používaným prvkem textového uživatelského rozhraní. Jedná se o pseudografický prvek, kdy jsou na obrazovce rámečky vykreslovány nikoli pomocí libovolných čar, ale pomocí znaků majících vhodnou podobu. V grafickém uživatelském rozhraní se víceméně nepoužívají, protože v něm je snazší vykreslit čáry přímo a navíc podmínkou fungování textových rámečků je použití neproporcionálního písma, ovšem v grafickém rozhraní bývá běžné používat písma s proměnlivou šířkou.
Znaky pro tvorbu textových rámečků jsou poměrně běžnou součástí znakových sad už od 70. let 20. století, ovšem k improvizovanému vykreslení rámečků stačí i „+“ (znaménko plus) pro rohy, „-“ (znaménko minus) nebo „_“ (podtržítko) pro vodorovné čáry a znaménko „|“ (svislá čára) pro svislé čáry.
Do jisté míry by bylo možné řadit textové rámečky pod ASCII art, ovšem zatímco obecné kreslení obrázků pomocí znaků bylo vždy spíše součástí výtvarného umění, textové rámečky byly a jsou nedílnou součástí seriózních negrafických počítačových aplikací a jejich užití přímo podporovaly či podporují zavedené knihovny pro práci s textovým uživatelským rozhraním, například Turbo Vision nebo ncurses.